# دونا ادواردز
دونا ادواردز (به انگلیسی: Donna Edwards) نمایندهٔ حوزه انتخابیه چهارم مریلند از حزب دموکرات ایالات متحده آمریکا در مجلس نمایندگان ایالات متحده آمریکا است که برای نخستین‌بار در ۱۷ ژوئن ۲۰۰۸ میلادی به‌عضویت این مجلس درآمد.